# Dobrowody (gmina)
Dobrowody – dawna gmina wiejska w powiecie zbaraskim województwa tarnopolskiego II Rzeczypospolitej. Siedzibą gminy były Dobrowody.
Gminę utworzono 1 sierpnia 1934 r. w ramach reformy na podstawie ustawy scaleniowej z dotychczasowych gmin wiejskich: Berezowica Mała, Czumale, Dobrowody, Iwanczany, Kobyla, Kurniki, Netreba, Nowiki i Opryłowce.
Po II wojnie światowej obszar gminy znalazł się w ZSRR.